# Horcajo (Madrid)
Horcajo es un barrio de la ciudad española de Madrid, perteneciente al distrito de Moratalaz. Ubicado en la zona este del término municipal madrileño, en mayo de 2022 contaba con una población de 6387 habitantes. Limita al oeste con el barrio de Marroquina y al sur con Pavones.

## Transportes

### Autobús
Dentro de la red de la Empresa Municipal de Transportes de Madrid, las siguientes líneas prestan servicio a este barrio:
| Línea | Terminales                |
| ----- | ------------------------- |
| 30    | Felipe II – Pavones       |
| 100   | Moratalaz – Valderrivas   |
| 140   | Pavones – Canillejas      |
| E4    | Felipe II – Valdebernardo |